# Karsinka
Karsinka (niem. Vorwerk Karzin, daw. Karczyno) – wieś w Polsce położona w województwie zachodniopomorskim, w powiecie koszalińskim, w gminie Polanów. Wieś jest siedzibą sołectwa Karsinka, w którego skład wchodzą również miejscowości Karsina, Młyniska i Szczerbin.
W latach 1946–54 siedziba gminy Karczyno (Karsinka). W latach 1975–1998 miejscowość administracyjnie należała do województwa koszalińskiego. W latach 1973–76 w gminie Manowo.
Zobacz też: Karsin